# Ігера-де-Льєрена
Ігера-де-Льєрена (ісп. Higuera de Llerena) — муніципалітет в Іспанії, у складі автономної спільноти Естремадура, у провінції Бадахос. Населення — 365 осіб (2010).
Муніципалітет розташований на відстані близько 300 км на південний захід від Мадрида, 100 км на південний схід від Бадахоса.
На території муніципалітету розташовані такі населені пункти: (дані про населення за 2010 рік)
- Ігера-де-Льєрена: 352 особи
- Рубіалес: 13 осіб

## Демографія
Динаміка населення (INE ):